# 屠倬 (嘉慶進士)
屠倬（1781年—1828年），字孟昭，号琴隖，晚号潜园、耶溪渔隐，钱塘（另说杭县，均属今浙江省杭州市）人，清朝画家。

## 生平
屠倬在嘉庆十三年（1808年）考中进士，并选为翰林院庶吉士。散館授仪徵县（今江苏省仪征）知县。
清朝道光元年（1821年），屠倬被擢为江西袁州府知府，不久改九江府知府。因病辞归。

## 艺术
屠倬是一位诗人，诗与郭麘、查揆齐名。屠倬在书画、金石、篆刻上都有较深造诣，刀法学陳鴻壽。屠倬的篆书、楷书、隶书、行书都有绝妙之誉。屠倬的山水画和花鸟画都堪称佳品。

## 传世著作
- 《是程堂诗文集》